# 12464 Manhattan
För andra betydelser, se Manhattan (olika betydelser).
12464 Manhattan eller 1997 AH8 är en asteroid i huvudbältet som upptäcktes den 2 januari 1997 av Spacewatch vid Kitt Peak-observatoriet. Den är uppkallad efter ön Manhattan.
Den tillhör asteroidgruppen Vesta.